# Numicia caenis
Numicia caenis är en insektsart som beskrevs av Ronald Gordon Fennah 1957. Numicia caenis ingår i släktet Numicia och familjen Tropiduchidae. Inga underarter finns listade i Catalogue of Life.